# Sépion

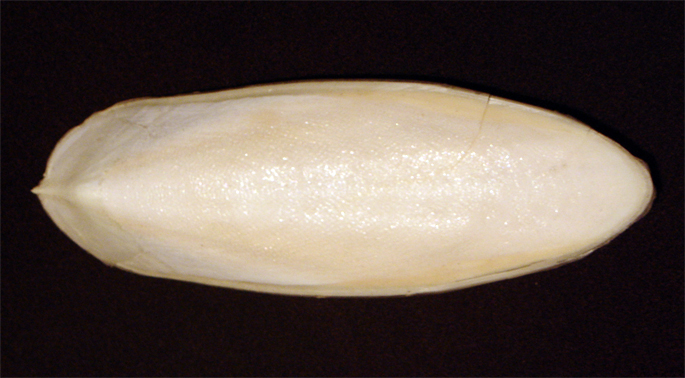
Sépion de Sepia sp.

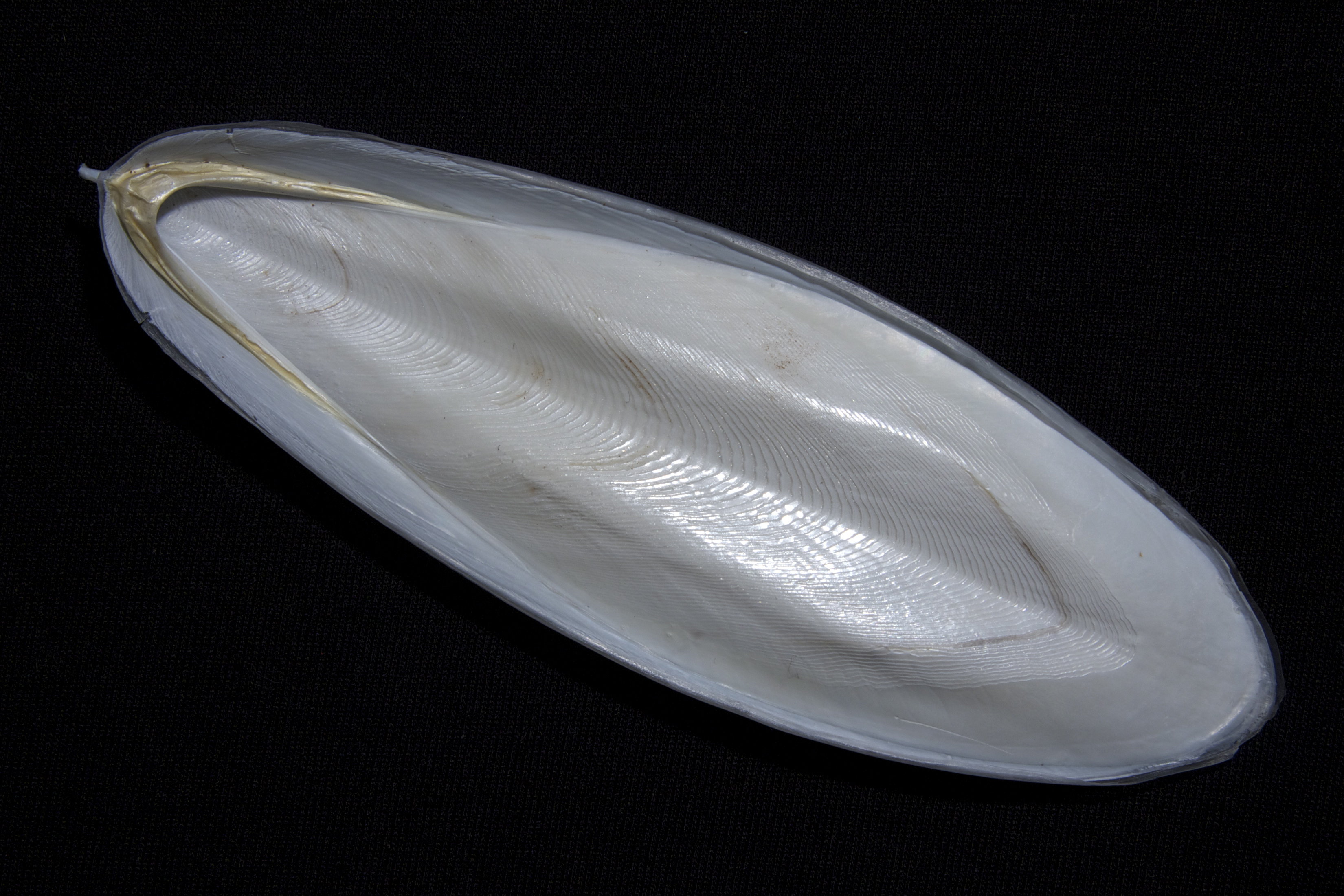
Sépion (vue ventrale). Les loges du phragmocône sont soulignées par des stries visibles sur la moitié inférieure, en position ventrale.

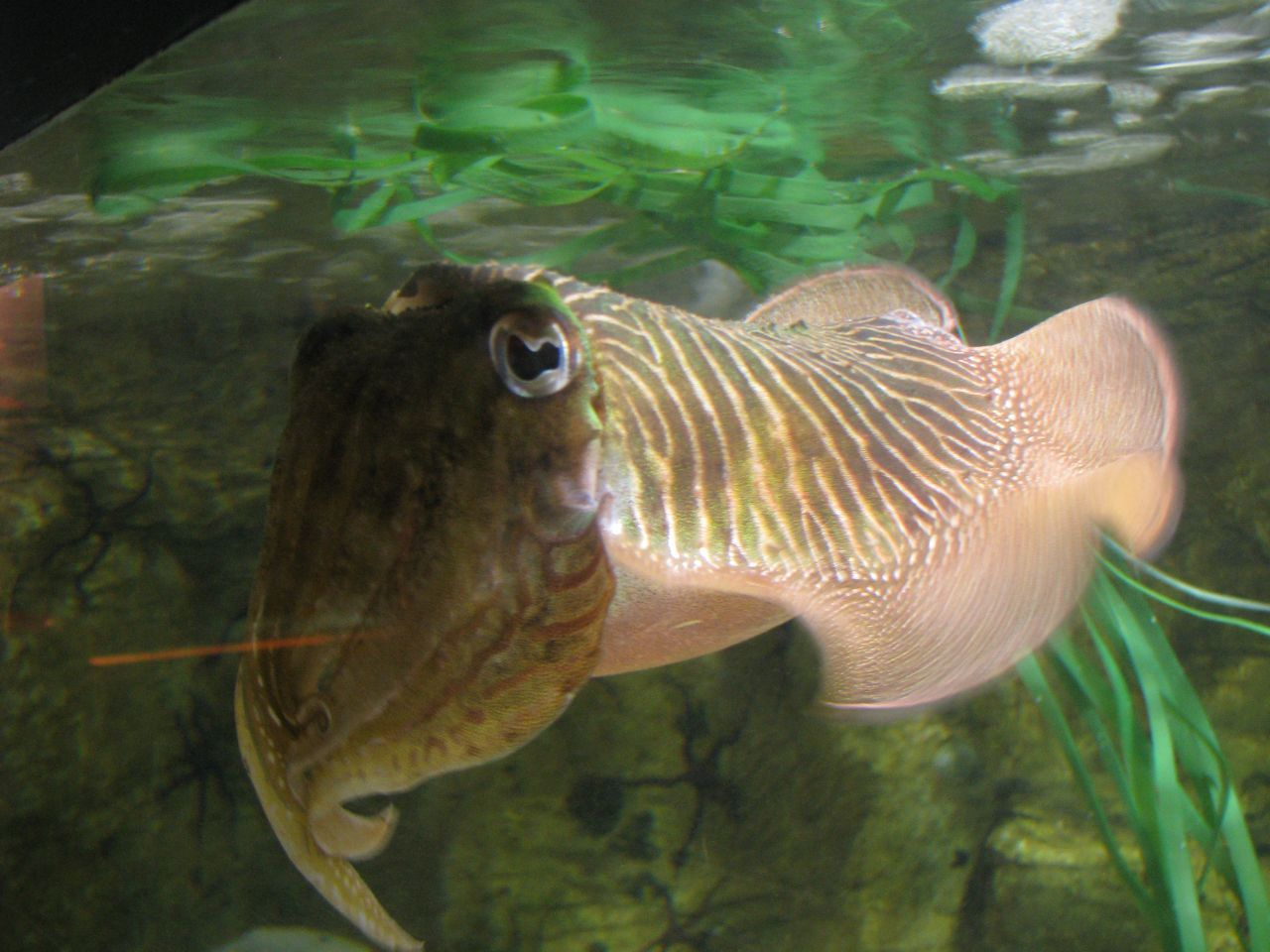
Sepia officinalis

Pour les articles homonymes, voir Os de seiche.
L'os de seiche, ou sépion, est une structure interne dure et cassante présente chez les seiches. Il est composé principalement d'aragonite. Il s'agit d'une coquille poreuse, et l'animal règle sa flottabilité en y comprimant plus ou moins les gaz qu'elle renferme. Son siphon est sur la face ventrale de la coquille. La structure microscopique du sépion est constituée de couches étroites reliées par de nombreux piliers verticaux.
Selon les espèces, l'os de seiche peut imploser à une profondeur de 200 à 600 mètres. Cette limitation s'explique par le fait que la plupart des espèces de seiches vivent sur le fond marin en eau peu profonde, habituellement sur le plateau continental.

## Utilisation

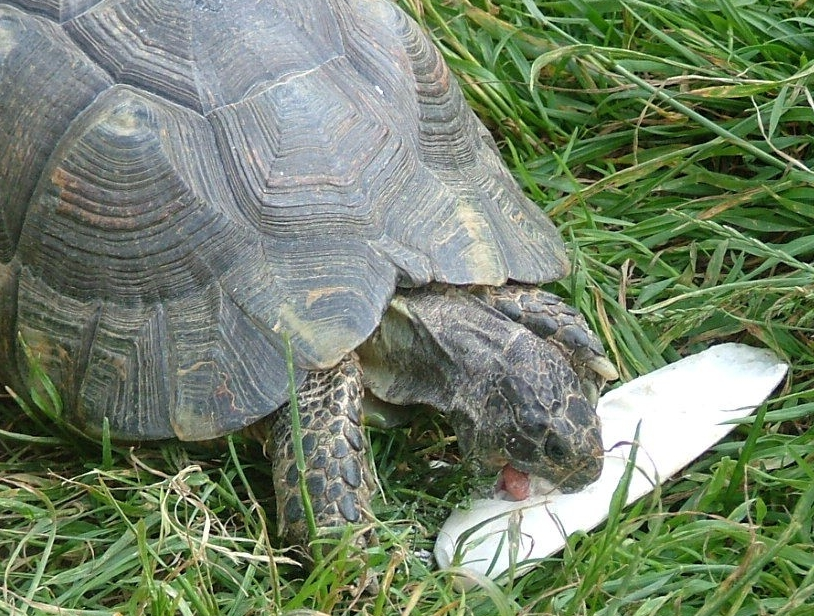
Tortue terrestre avec un os de seiche

L'os de seiche est utilisé par l'homme pour apporter aux animaux de compagnie, notamment les oiseaux et les tortues, le calcium et autres oligo-éléments dont ils ont besoin.
Réduit en poudre, on en faisait un composant antiacide de la pâte dentifrice[réf. souhaitée]. Il peut aussi être utilisé comme abrasif, pour nettoyer les pierres tombales par exemple.
L'os de seiche résistant à la chaleur et étant facile à graver, on en fait depuis longtemps aussi de petites sculptures ou des moules destinés à fondre des bijoux métalliques.

## Histoire évolutive
Au cours des temps géologiques, la coquille des céphalopodes montre une tendance à la réduction progressive du phragmocône et une internalisation. L'os de seiche correspond à une coquille vestigiale internalisée. Constituée essentiellement de chitine, elle est analogue au gladius (en) flexible des calmars et résulte, chez ces céphalopodes, de leur perte de capacité à minéraliser leur coquille.